# I-21 (tàu ngầm Nhật)
I-21 (伊号第二一潜水艦 I-gō Dai Nijū-ichi sensui-kan) là một tàu ngầm tuần dương lớp Type-B (巡潜乙型潜水艦 Junsen Otsu-gata sensuikan) được Hải quân Đế quốc Nhật Bản chế tạo trong giai đoạn ngay trước Chiến tranh Thế giới thứ hai. Nhập biên chế năm 1941, nó đã tham gia cuộc tấn công Trân Châu Cảng, rồi tuần tra dọc bờ biển phía Tây Hoa Kỳ và hoạt động trong Chiến dịch Guadalcanal. I-21 là tàu ngầm Nhật Bản hoạt động thành công nhất tại vùng biển Australia, tham gia tấn công cảng Sydney và đánh chìm 44.000 GRT tàu bè Đồng Minh. I-21 bị mất tích sau ngày 27 tháng 11, 1943, có thể bị đã máy bay từ tàu sân bay hộ tống USS Chenango đánh chìm ngoài khơi Tarawa vào ngày 29 tháng 11, 1943.

## Thiết kế và chế tạo

### Thiết kế
Tàu ngầm Type B được cải tiến từ phân lớp KD6 của lớp tàu ngầm Kaidai dẫn trước, và được trang bị một thủy phi cơ nhằm tăng cường khả năng trinh sát. Chúng có trọng lượng choán nước 2.631 tấn (2.589 tấn Anh) khi nổi và 3.713 tấn (3.654 tấn Anh) khi lặn, lườn tàu có chiều dài 108,7 m (356 ft 8 in), mạn tàu rộng 9,3 m (30 ft 6 in) và mớn nước sâu 5,1 m (16 ft 9 in). Con tàu có thể lặn sâu đến 100 m (328 ft), và có một thủy thủ đoàn đầy đủ bao gồm 94 sĩ quan và thủy thủ.
Type B1 trang bị hai động cơ diesel Kampon Mk.2 Model 10 công suất 6.200 mã lực phanh (4.623 kW), mỗi chiếc vận hành một trục chân vịt. Khi lặn, mỗi trục được vận hành bởi một động cơ điện công suất 1.000 mã lực (746 kW). Khi di chuyển trên mặt nước nó đạt tốc độ tối đa 23,6 hải lý trên giờ (43,7 km/h; 27,2 mph) và 8 hải lý trên giờ (15 km/h; 9,2 mph) khi lặn dưới nước, tầm xa hoạt động của Type B1 là 14.000 hải lý (26.000 km; 16.000 mi) ở tốc độ 16 hải lý trên giờ (30 km/h; 18 mph), và có thể lặn xa 96 nmi (178 km; 110 mi) ở tốc độ 3 hải lý trên giờ (5,6 km/h; 3,5 mph).
Những chiếc Type B1 có sáu ống phóng ngư lôi 53,3 cm (21,0 in), tất cả được bố trí trước mũi, và mang theo tổng cộng 17 quả ngư lôi Kiểu 95. Vũ khí trên boong tàu bao gồm khẩu hải pháo 14 cm (5,5 in), và hai pháo phòng không 25 mm Type 96. Hầm chứa máy bay được tích hợp vào tháp chỉ huy và hướng ra phía trước. Máy phóng máy bay được bố trí hướng ra phía trước, trong khi khẩu hải pháo trên boong đặt phía sau. Cách sắp xếp này giúp chiếc thủy phi cơ Yokosuka E14Y tận dụng tốc độ hướng ra trước của con tàu khi được phóng lên.

### Chế tạo
I-21 được đặt lườn như là chiếc Tàu ngầm số 40 tại xưởng tàu của hãng Kawasaki Shipbuilding Corporation ở Kobe vào ngày 7 tháng 1, 1939. Nó được đổi tên thành I-21 đồng thời được hạ thủy vào ngày 24 tháng 2, 1940, rồi hoàn tất và nhập biên chế vào ngày 15 tháng 7, 1941, dưới quyền chỉ huy của Trung tá Hải quân Irie Tatsushi.

## Lịch sử hoạt động

### 1941
Ngay khi nhập biên chế, I-21 được phối thuộc cùng Quân khu Hải quân Yokosuka. Vào ngày 15 tháng 7, 1941, nó cùng các tàu ngầm I-22 và I-23 được điều về Đội tàu ngầm 3 thuộc Hải đội Tàu ngầm 1, trực thuộc Đệ Lục hạm đội. Đến ngày 31 tháng 10, Trung tá Hải quân Matsumura Kanji tiếp nhận quyền chỉ huy chiếc tàu ngầm. Vào ngày 10 tháng 11, bên trên soái hạm Katori, Phó đô đốc Shimizu Mitsumi, Tư lệnh Đệ Lục hạm đội, công bố Kế hoạch Z, là kế hoạch tấn công căn cứ Trân Châu Cảng của Hải quân Hoa Kỳ, mở màn cho cuộc xung đột tại Thái Bình Dương.

#### Tấn công Trân Châu Cảng
Khi lực lượng Hải quân Nhật Bản bắt đầu được huy động để chuẩn bị cho Kế hoạch Z, I-21 khởi hành từ Yokosuka vào ngày 19 tháng 11, 1941, đi đến vịnh Hitokappu, Etorofu (nay là đảo Iturup) thuộc quần đảo Kuril ba ngày sau đó, nơi Không hạm đội 1 được tập trung. Tại đây I-21 cùng các tàu ngầm I-19 và I-23 được điều về thành phần hộ tống cho Lực lượng Cơ động (Kidō Butai), rồi cùng hạm đội khởi hành vào ngày 26 tháng 11 để hướng sang quần đảo Hawaii; họ đảm nhiệm vai trò trinh sát phía trước lực lượng. Lúc đang trên đường đi, vào ngày 2 tháng 12, nó nhận được thông điệp từ Hạm đội Liên hợp: "Leo núi Niitaka 1208" (tiếng Nhật: Niitakayama nobore 1208), là mật lệnh cho biết chiến sự với Khối Đồng Minh sẽ bắt đầu vào ngày 8 tháng 12 (theo giờ Nhật Bản, tức ngày 7 tháng 12 tại Hawaii bên kia đường đổi ngày).
Vào lúc diễn ra cuộc Tấn công Trân Châu Cảng vào ngày 7 tháng 12, I-21 tuần tra ở khu vực phía Bắc Oahu. Vào ngày 9 tháng 12, tàu ngầm I-6 báo cáo phát hiện một tàu sân bay lớp Lexington cùng hai tàu tuần dương ngoài khơi Oahu đang đi về hướng Đông Bắc; vì vậy I-21 cùng các tàu ngầm khác được lệnh truy đuổi. Tuy nhiên con tàu gặp trục trặc kỹ thuật động cơ diesel và mạch điện, và nhiều lần bị máy bay từ tàu sân bay đối phương phát hiện, nên phải lặn khẩn cấp để lẩn tránh và không thể theo đuổi kịp mục tiêu.

#### Tuần tra dọc bờ Tây Hoa Kỳ
Đến ngày 14 tháng 12, I-21 cùng với Hải đội Tàu ngầm 1 được lệnh tham gia cùng các tàu ngầm I-10 và I-26, để tuần tra dọc theo vùng bờ Tây Hoa Kỳ nhằm đánh phá tàu bè đối phương, đồng thời chuẩn bị cho một đợt bắn phá các thành phố tại lục địa Hoa Kỳ. Nó đi đến khu vực tuần tra được chỉ định ngoài khơi Arguello Point, 55 mi (89 km) về phía Bắc Santa Barbara, California.
Vào ngày 23 tháng 12, từ khoảng cách 2.190 yd (2.000 m), I-21 phóng hai quả ngư lôi tấn công tàu chở dầu SS Montebello (8.272 tấn) đang trên đường từ Port San Luis, California đến Vancouver, British Columbia. Sau khi trúng một quả ngư lôi và nhiều phát đạn pháo, Montebello đắm một giờ sau đó ở vị trí 4 mi (6,4 km) về phía Nam Hải đăng Piedras Blancas, tại tọa độ 35°35′B 121°16′T / 35,583°B 121,267°T; toàn bộ 38 thủy thủ của Montebello đều sống sót. Cùng ngày hôm đó, I-21 bắn hải pháo và gây hư hại cho chiếc tàu chở dầu Idaho tại cùng vị trí trên. Sang ngày hôm sau 24 tháng 12, I-21 bị một thủy phi cơ PBY Catalina tấn công bằng mìn sâu, rồi bị một tàu tuần tra thả hai quả mìn sâu nữa, khiến tạm thời hư hại bánh lái. Tuy nhiên kế hoạch bắn phá các thành phố Hoa Kỳ dọc bờ Tây thoạt tiên bị trì hoãn, và sau cùng bị hủy bỏ vì các tàu ngầm đã cạn nhiên liệu và đối phương tăng cường tuần tra phòng thủ, nên I-21 kết thúc chuyến tuần tra và về đến Kwajalein vào ngày 11 tháng 1, 1942, và về đến Yokosuka vào ngày 1 tháng 2.

### 1942
Đang khi I-21 ở lại Yokosuka để đại tu, Đội tàu ngầm 3 được điều sang trực thuộc Hải đội Tàu ngầm 8 vào ngày 10 tháng 3, 1942. Đến ngày 15 tháng 4, nó được điều về Lực lượng Tiền phương phía Đông cùng các tàu ngầm I-22, I-24, I-27, I-28 và I-29. Lực lượng Tiền phương phía Đông khởi hành từ Kure vào ngày hôm sau với nhiệm vụ trinh sát các căn cứ hạm đội đối phương tại khu vực Nam Thái Bình Dương. Lúc đang trên đường đi về phía Đông quần đảo Bonin vào ngày 18 tháng 4, hải đội được lệnh truy tìm Lực lượng Đặc nhiệm 16 Hoa Kỳ vốn đã thực hiện cuộc Không kích Doolittle, nhưng họ đã không tìm thấy đối phương. Sau khi được tiếp nhiên liệu tại căn cứ Rabaul trên đảo New Britain vào ngày 25 tháng 4, I-21 cùng I-27 lên đường hướng sang khu vực Noumea với Đại tá Hải quân Sasaki Hankyu tư lệnh Đội tàu ngầm 3 trên tàu, và mang theo chiếc thủy phi cơ Yokosuka E14Y1 cho hoạt động trinh sát trên không.

#### Nam Thái Bình Dương
Trên đường đi trên mặt nước tại khu vực biển San hô vào ngày 2 tháng 5, I-21 bị một máy bay ném bom bổ nhào SBD Dauntless thuộc Liên đội Tuần tiễu VS-5 xuất phát từ tàu sân bay USS Yorktown phát hiện. Để giữ bí mật im lặng vô tuyến, chiếc SBD không báo cáo qua vô tuyến nhưng quay trở về tàu cách đó 25 mi (40 km) để thả ống đựng báo cáo xuống sàn tàu. Ba máy bay ném bom-ngư lôi TBD Devastator thuộc Liên đội Tuần tiễu VT-5, mỗi chiếc mang theo hai quả mìn sâu Mark 17, được phái đi tấn công I-21. Trinh sát viên trên I-21 phát hiện máy bay ném ngư lôi đối phương đang tiến đến, nên chiếc tàu ngầm đã lặn xuống khẩn cấp để né tránh. Những chiếc TBD đã ném mìn sâu tấn công, tự nhận rằng đã đánh chìm hoặc gây hư hại cho đối thủ. Khi I-21 trồi lên mặt nước một giờ sau đó, nó phát hiện một số mảnh bom trên sàn tàu phía sau. I-21 báo cáo về việc bị tấn công về căn cứ, nhưng không thể xác định máy bay đối phương có xuất phát từ một tàu sân bay hay không, vì vậy sự hiện diện của Lực lượng Đặc nhiệm 17 Hoa Kỳ đang tiếp cận quần đảo Solomon đã không bị phát hiện.
Sang ngày hôm sau, ngoài khơi Nouméa, New Caledonia, I-21 phát hiện tàu Liberty Hoa Kỳ John Adam đang vận chuyển 2.000 tấn xăng. Sau hai giờ truy đuổi, I-21 phóng hai quả ngư lôi trúng đích, đánh chìm John Adam tại tọa độ 23°11′N 165°08′Đ / 23,183°N 165,133°Đ. John Adam là tàu Liberty đầu tiên bị đánh chìm tại Thái Bình Dương. Vào ngày 7 tháng 5, lúc 06 giờ 30 phút, I-21 đi đến vị trí 20 mi (32 km) về phía Tây Nouméa khi nó phát hiện âm thanh chân vịt một tàu lớn, nên tiếp cận và tấn công với hai quả ngư lôi, nhưng tất cả đều bị kích nổ sớm. I-21 trồi lên mặt nước và nả 70 phát đạn pháo 14-cm, đánh chìm chiếc tàu buôn Hy Lạp Chloe tại tọa độ 22°59′N 166°29′Đ / 22,983°N 166,483°Đ; thủy thủ của Chloe trên xuồng cứu sinh được I-21 cung cấp thực phẩm và chỉ hướng đi đến Nouméa.
Sang ngày 8 tháng 5, I-21 tiếp tục tấn công một tàu buôn lớn tại cùng địa điểm, nhưng các quả ngư lôi đã không trúng đích. Nó trồi lên mặt nước để tìm cách tấn công bằng hải pháo, nhưng bị buộc phải lặn xuống sau khi một máy bay tuần tra đi đến và thả sáu quả mìn sâu tấn công. I-21 rời khu vực Nouméa vào ngày 14 tháng 5. Sang ngày hôm sau, một thủy phi cơ Kawanishi H6K phát hiện các tàu sân bay USS Enterprise và USS Hornet tại vùng biển quần đảo Solomon, nên Phó đô đốc Teruhisa Komatsu, Tư lệnh Đệ Lục hạm đội, ra lệnh cho I-21 tiến hành trinh sát cảng Suva, Fiji, do nghi vấn sự hiện diện của một căn cứ Hoa Kỳ tại đây. Chiếc thủy phi cơ Yokosuka E14Y1 của I-21 đã thực hiện chuyến bay trinh sát bên trên Suva vào sáng sớm 19 tháng 5, phát hiện một tàu tuần dương hạng nhẹ và bảy tàu săn ngầm; chiếc E14Y1 quay trở lại tàu sau một giờ rưỡi trinh sát.

#### Cuộc tấn công cảng Sydney
Đến sáng sớm ngày 24 tháng 5, chiếc E14Y1 của I-21 lại hoạt động trinh sát bên trên Auckland, New Zealand, nhưng bị ảnh hưởng bởi một cơn mưa giông nên không phát hiện được tàu bè nào trong cảng. Ở vị trí cách 35 mi (56 km) về phía Đông Bắc Sydney, Australia vào ngày 19 tháng 5, I-21 cho phóng thủy phi cơ E14Y1 để hoạt động trinh sát nhằm chuẩn bị cho kế hoạch tấn công cảng Sydney bằng tàu ngầm bỏ túi; E14Y1 báo cáo phát hiện một "thiết giáp hạm" cùng một tàu bệnh viện. Chiếc E14Y1 đã bị lực lượng phòng không Sydney phát hiện đang lượn chung quanh nơi tàu tuần dương hạng nặng USS Chicago neo đậu, và máy bay tiêm kích Không quân Hoàng gia Australia đã xuất phát để đánh chặn nhưng không thành công. Khi chiếc E14Y1 quay trở lại cùng I-21, biển động mạnh khiến chiếc máy bay bị lật úp và phải đánh đắm sau đó.
Cuộc tấn công cảng Sydney bằng tàu ngầm bỏ túi được thực hiện trong đêm 31 tháng 5, khi ba tàu ngầm lớp Ko-hyoteki được phóng từ các tàu ngầm mẹ I-22, I-24 và I-27, nhưng chỉ có hai chiếc lọt được vào bên trong cảng. Ngư lôi chúng phóng ra trượt khỏi mục tiêu chính Chicago và chỉ đánh chìm tàu phà HMAS Kuttabul cùng gây hư hại cho tàu ngầm Hà Lan K-IX. I-21 cùng các tàu ngầm khác tiếp tục lãng vãng ngoài khơi Port Hacking chờ đợi để thu hồi các tàu ngầm bỏ túi cho đến ngày 3 tháng 6, khi họ chuyển sang hoạt động đánh phá tàu buôn.
Vào ngày 8 tháng 6, I-21 bắn phá xưởng tàu tại Newcastle, New South Wales. Trong vòng 16 phút nó đã bắn 26 quả đạn pháo nổ mạnh và 8 quả pháo sáng, nhưng chỉ gây hư hại nhẹ và không có thương vong. Pháo phòng thủ duyên hải tại Fort Scratchley đã bắn trả bốn phát đạn pháo nhưng không trúng đích. Trong ngày hôm đó I-21 phát hiện một đoàn tàu vận tải đang hướng đến Melbourne nhưng không thể đi đến vị trí tấn công. Đến ngày 12 tháng 6, lúc đang di chuyển trên mặt nước, I-21 lại phát hiện một đoàn tàu vận tải bao gồm tám chiếc đang trên đường từ Newcastle đến Whyalla. Nó phóng bốn quả ngư lôi tấn công, đánh chìm tàu buôn mang cờ Panama Guatemala đang vận chuyển 4.200 tấn than cốc, khiến chiếc tàu buôn đắm một giờ sau đó ngoài khơi Cape Three Points.
I-21 kết thúc chuyến tuần tra khi về đến Kwajalein vào ngày 25 tháng 6, 1942. Nó tiếp tục quay trở về Nhật Bản để đại tu, về đến Yokosuka vào ngày 12 tháng 7.

#### Chiến dịch Guadalcanal
Trong khi I-21 đang được đại tu tại Nhật Bản, Chiến dịch Guadalcanal bắt đầu vào ngày 7 tháng 8, khi lực lượng Thủy quân Lục chiến Hoa Kỳ đổ bộ lên Guadalcanal, Tulagi, đảo Florida, Gavutu và Tanambogo ở phía Đông Nam quần đảo Solomon. Để đối phó, một lực lượng hải quân Nhật Bản được tập trung tại căn cứ Truk thuộc quần đảo Caroline từ ngày 14 tháng 8 với nhiệm vụ tiêu diệt lực lượng hải quân đối phương và chiếm lại Guadalcanal. I-21 khởi hành từ Yokosuka vào ngày 23 tháng 8 để hướng sang khu vực Tây Nam Thái Bình Dương, với tư lệnh Đội tàu ngầm 3, Đại tá Hải quân Sasaki Hankyu trên tàu, và mang theo chiếc thủy phi cơ Yokosuka E14Y1.
Vào ngày 31 tháng 8, ở vị trí về phía Tây Bắc Espiritu Santo thuộc quần đảo Solomon, I-21 ghi nhận 37 vụ nổ bởi mìn sâu; khi các tàu khu trục Hoa Kỳ USS Phelps và USS Macdonough tiến hành săn lùng I-26, sau khi chiếc tàu ngầm phóng ngư lôi vào tàu sân bay USS Saratoga. Ở vị trí 345 mi (555 km) về phía Đông Nam Guadalcanal vào ngày 13 tháng 9, một thủy phi cơ Kawanishi H8K phát hiện một lực lượng bao gồm một tàu sân bay, hai thiết giáp hạm và hai tàu khu trục, nên I-21 cùng với I-9, I-15, I-17, I-24, I-26, I-31 và I-33 được lệnh hình thành tuyến tuần tra để đánh chặn đối phương. Đến ngày 2 tháng 10, thủy phi cơ của I-21 đã tiến hành trên sát bên trên Espiritu Santo, New Hebrides.
Trên đường quay trở về căn cứ Truk tại quần đảo Caroline, I-21 đang đi trên mặt nước vào ngày 7 tháng 10, khi nó bị tàu ngầm Hoa Kỳ USS Albacore tấn công. Trinh sát viên của I-21 kịp thời phát hiện kính tiềm vọng của Albacore ở khoảng cách 4.000 m (4.400 yd), nên đã kịp thời đổi hướng né tránh. Nó về đến Truk an toàn vào ngày hôm sau.
Sau Trận chiến quần đảo Santa Cruz diễn ra vào ngày 7 tháng 10, ở vị trí 150 mi (240 km) về phía Nam đá Indispensable, I-21 phát hiện một "thiết giáp hạm lớp Colorado" lúc 06 giờ 38 phút ngày 8 tháng 10, nên phóng một loạt sáu quả ngư lôi tấn công nhưng không quả nào trúng đích thiết giáp hạm USS Washington. Sau đó chiếc tàu ngầm bị các tàu khu trục hộ tống phản công bằng mìn sâu, nên phải lặn xuống đến độ sâu 230 ft (70 m) và rút lui với tốc độ 2 kn (3,7 km/h).
Ngoài khơi Nouméa, New Caledonia vào ngày 9 tháng 11, I-21 bắt gặp tàu Liberty Hoa Kỳ Edgar Allen Poe lúc 17 giờ 47 phút và đã phóng một quả ngư lôi tấn công. Khi thấy thủy thủ tàu đối phương bắt đầu bỏ tàu, I-21 trồi lên mặt nước dự định kết liễu đối thủ bằng hải pháo, nhưng bất ngờ bị bắn trả bởi một khẩu đội còn ở lại tàu. I-21 buộc phải lặn xuống bỏ đi, còn Edgar Allen Poe được tàu quét mìn New Zealand HMNZS Matai và tàu corvette HMNZS Kiwi kéo về Nouméa, nơi nó được xem là một tổn thất toàn bộ.
Vào ngày 16 tháng 11, theo chỉ thị của Đô đốc Yamamoto Isoroku, Tổng tư lệnh Hạm đội Liên hợp, Phó đô đốc Teruhisa Komatsu, Tư lệnh Đệ Lục hạm đội, chỉ thị cho lực lượng tàu ngầm dưới quyền đảm trách việc vận chuyển tiếp liệu cho Tập đoàn quân 17 đang chiến đấu tại Guadalcanal. Vì vậy tại Truk từ ngày 16 tháng 12, I-21 bắt đầu thử nghiệm với các thùng chứa tiếp liệu bằng cao su được vận chuyển trên sàn tàu và thả dưới nước. Nó khởi hành từ Truk vào ngày 21 tháng 12 để làm nhiệm vụ tiếp liệu cho Guadalcanal và Buna, New Guinea, ghé đến quần đảo Shortland trong ngày 24 tháng 12 để nhận lên tàu các thùng tiếp liệu cao su cùng 20 hành khách, rồi đi đến ngoài khơi vịnh Kamimbo, Guadalcanal vào đêm 26 tháng 12. Sau khi chất dỡ hàng tiếp liệu, I-21 đón lên tàu 44 bệnh binh cho hành trình quay trở về.

### 1943

#### Khu vực bờ Đông Australia
Vào ngày 7 tháng 1, 1943, I-21 khởi hành từ căn cứ Rabaul cho chuyến tuần tra thứ tư tại khu vực bờ biển phía Đông Australia; nó mang theo chiếc thủy phi cơ Yokosuka E14Y1 cho hoạt động trinh sát trên không. Nó đi đến khu vực tuần tra được chỉ định ngoài khơi Sydney vào ngày 15 tháng 1. Trong biển Tasman vào ngày 18 tháng 1, ở vị trí khoảng 110 mi (180 km) về phía Đông Sydney, I-21 phát hiện tàu buôn Australia SS Kalingo (2.051 tấn) đang di chuyển không được hộ tống từ Sydney đến New Plymouth, New Zealand. I-21 đã phóng hai quả ngư lôi tấn công trước khi trồi lên mặt nước, và đợi cho thủy thủ đoàn của Kalingo bỏ tàu trước khi phóng quả ngư lôi thứ ba đánh chìm mục tiêu tại tọa độ 34°07′N 153°15′Đ / 34,117°N 153,25°Đ. Hai thủy thủ đã thiệt mạng ngay khi trúng ngư lôi, và có 32 người sống sót.
Cùng trong ngày hôm đó, ở vị trí 60 mi (97 km) về phía Đông Sydney I-21 phóng hai quả ngư lôi tấn công tàu chở dầu Hoa Kỳ Mobilube trong đội hình một đoàn tàu vận tải lúc 21 giờ 50 phút, tại tọa độ 33°57′N 157°20′Đ / 33,95°N 157,333°Đ. Khi I-21 trồi lên mặt nước dự định sẽ kết liễu mục tiêu, nó bị một tàu tuần tra tấn công bằng hải pháo nên bược phải lặn xuống né tránh. Tàu đối phương tiếp tục thả sáu quả mìn sâu tấn công, nhưng chiếc tàu ngầm không bị hư hại. Mobilube được kéo trở lại cảng, nhưng bị xem là một tổn thất toàn bộ. Đến ngày 22 tháng 1, ở vị trí ngoài khơi Newcastle, cách 420 mi (680 km) về phía Bắc Sydney, I-21 lại phóng hai quả ngư lôi tấn công tàu Liberty Hoa Kỳ SS Peter H. Burnett. Một quả ngư lôi trúng đích chỉ gây hư hại cho mục tiêu, và Peter H. Burnett được tàu corvette HMAS Mildura và tàu quét mìn USS Zane kéo quay trở lại cảng Sydney. Con tàu Liberty bị xem là một tổn thất toàn bộ.
Vào ngày 25 tháng 1, I-21 cho phóng chiếc thủy phi cơ Yokosuka E14Y1 của nó để thực hiện chuyến bay trinh sát bên trên Sydney; chiếc E14Y1 ghi nhận sự hiện diện của một tàu tuần dương hạng nặng cùng khoảng mười tàu nhỏ ở lối ra vào cảng. Hai ngày sau đó, chiếc tàu ngầm bắt gặp một đoàn ba tàu buôn được một tàu khu trục hộ tống, nhưng không thể tấn công. Đến ngày 30 tháng 1, ngoài khơi New South Wales, nó phóng ngư lôi tấn công chiếc tàu buôn Anh Giang Ann, nhưng các quả ngư lôi đã kích nổ sớm và mục tiêu chạy thoát. Sang ngày 4 tháng 2, I-21 lại phát hiện một đoàn bốn tàu buôn được một tàu khu trục hộ tống, nhưng lại không thể đi đến vị trí để tấn công.
Ở vị trí cách 15 mi (24 km) ngoài khơi đảo Montague, New South Wales, I-21 đã tấn công Đoàn tàu OC 68 bao gồm mười chiếc lúc 02 giờ 30 phút ngày 8 tháng 2. Ngư lôi đã đánh trúng chiếc tàu buôn Anh SS Iron Knight (4.812 tấn) đang chuyên chở quặng sắt từ Whyalla đến Newcastle, khiến nó đắm chỉ trong vòng hai phút.  36 thành viên thủy thủ đoàn, bao gồm hạm trưởng, đã thiệt mạng, 14 người sống sót kịp trèo lên một xuồng cứu sinh, được tàu khu trục Pháp Le Triomphant cứu vớt. Xác tàu đắm của Iron Knight được tái khám phá vào ngày 4 tháng 6, 2006 ở độ sâu 125 m (410 ft).

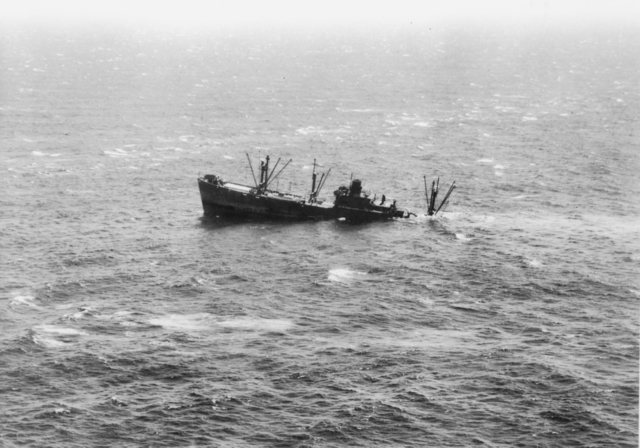
Tàu Liberty Starr King đang đắm sau khi bị I-21 tấn công gần Port Macquarie vào ngày on 10 tháng 2, 1943.

Đến ngày 10 tháng 2, I-21 lại phóng một loạt bốn quả ngư lôi tấn công tàu Liberty Hoa Kỳ Starr King đang trên đường vận chuyển 7.000 tấn hàng tiếp liệu quân sự từ Sydney đến New Caledonia. Hai quả ngư lôi đã trúng đích, và thủy thủ đoàn được tàu khu trục Australia HMAS Warramunga cứu vớt trước khi Starr King đắm tại tọa độ 34°15′N 154°20′Đ / 34,25°N 154,333°Đ Vào ngày 19 tháng 2, thủy phi cơ của I-21 lại thực hiện một chuyến bay trinh sát khác và chụp ảnh dọc bờ biển New South Wales; chiếc E14Y1 bị radar đối phương phát hiện nhưng đã không bị tấn công. I-21 quay trở về Truk vào ngày 23 tháng 2, và sau đó lên đường quay trở về Nhật Bản, về đến Yokosuka vào ngày 3 tháng 3. Trong khi chiếc tàu ngầm được đại tu, Trung tá Hải quân Inada Hiroshi tiếp nhận chức trách hạm trưởng I-21 vào ngày 16 tháng 3.

#### Chiến dịch quần đảo Aleut
I-21 được điều sang Lực lượng Quân khu Bắc thuộc Đệ Ngũ hạm đội, trong thành phần Hải đội Tàu ngầm 1 dưới quyền Chuẩn đô đốc Kouda Takero từ ngày 12 tháng 5. Hải đội Tàu ngầm 1, vốn còn bao gồm các chiếc I-2, I-169, I-171 và I-175, được giao nhiệm vụ vận chuyển lực lượng tăng viện và tiếp liệu cho lực lượng Nhật Bản đồn trú tại quần đảo Aleut. Tuy nhiên từ ngày 11 tháng 5, lực lượng Đồng Minh bắt đầu phản công tại khu vực Bắc Thái Bình Dương, khi Lực lượng Đặc nhiệm 16 dưới quyền Chuẩn đô đốc Thomas C. Kinkaid cho đổ bộ các sư đoàn 4 và 7 nhằm tái chiếm đảo Attu thuộc quần đảo Aleut. Đứng trước nguy cơ thất bại toàn diện, vào ngày 21 tháng 5, Đại bản doanh Nhật Bản quyết định bỏ Attu và cho triệt thoái toàn bộ lực lượng khỏi đảo Kiska lân cận.
Trước đó I-21 đã khởi hành từ Yokosuka vào ngày 6 tháng 5 cho chuyến tuần tra thứ năm, nên nó được lệnh hủy bỏ chuyến tuần tra vào ngày 19 tháng 5 và quay trở về Yokosuka nhằm chuẩn bị để được điều sang khu vực quần đảo Aleut. Nó khởi hành từ Yokosuka vào ngày 21 tháng 5 cho một chuyến đi tiếp liệu sang đảo Kiska, đến nơi vào ngày 30 tháng 5, và đã giúp di tản mười hành khách là thủy thủ đoàn tàu ngầm bỏ túi khỏi Kiska. Sau một chuyến đi tiếp liệu khác sang đảo Kiska, chiếc tàu ngầm quay trở về Yokosuka vào ngày 18 tháng 6 để sửa chữa hệ thống sonar, đồng thời được trang bị bộ phát hiện radar cùng một lớp sơn thử nghiệm chống radar. Khi quay trở lại khu vực quần đảo Aleut, vào ngày 16 tháng 7, I-21 cùng với I-169 được lệnh bắn phá căn cứ máy bay P-38 Lightning và B-25 Mitchell Constantine trên đảo Amchitka; tuy nhiên mệnh lệnh này bị hủy bỏ chỉ chín giờ sau đó. I-21 quay trở về Yokosuka vào ngày 9 tháng 8.

#### Khu vực Nam Thái Bình Dương
I-21 khởi hành từ Yokosuka để đi Truk vào ngày 11 tháng 9, mang theo chiếc thủy phi cơ Yokosuka E14Y1. Nó xuất phát từ Truk vào ngày 25 tháng 9 cho chuyến tuần tra thứ sáu tại khu vực phía Nam quần đảo Fiji. Lúc chiều tối ngày 8 tháng 10, nó cho phóng chiếc thủy phi cơ để trinh sát bên trên Suva, Fiji. Đến ngày 16 tháng 10, I-21 tấn công một tàu buôn ngoài khơi New Hebrides bằng ngư lôi nhưng không trúng đích. Ba ngày sau đó, chiếc tàu ngầm được lệnh đánh chặn một đoàn sáu tàu chở dầu bị tàu ngầm I-31 phát hiện tại khu vực Hawaii. I-21 tạm thời được phối thuộc dưới quyền Tư lệnh Đội tàu ngầm 12 trên chiếc I-171.
Vào ngày 12 tháng 11, I-21 tấn công một đoàn tàu vận tải ở vị trí gần Fiji, và đã phóng ngư lôi đánh chìm tàu chở quân SS Cape San Juan đang vận chuyển 1.348 binh lính Hoa Kỳ từ San Francisco đến Townsville, Australia. Mười sáu người đã thiệt mạng ngay lập tức khi quả ngư lôi trúng đích, và thêm 114 người khác bị chết đuổi khi con tàu đắm vào ngày hôm sau. Những người sống sót được tàu Liberty Edwin T. Meredith cùng USS McCalla và USS Dempsey cứu vớt. Sau đó I-21 được lệnh rút lui về Truk.
Từ ngày 20 tháng 11, phía Đồng Minh tiến hành giai đoạn đầu của Chiến dịch quần đảo Gilbert và Marshall, bắt đầu bằng việc đổ bộ lên các đảo san hô Tarawa và Butaritari (bị gọi nhầm là đảo Makin) thuộc quần đảo Gilbert. Để đối phó, Phó đô đốc Takagi Takeo, Tư lệnh Đệ Lục hạm đội, ra lệnh cho các tàu ngầm I-19, I-21, I-35, I-39, I-40, I-169, I-174, I-175 và Ro-38 tập trung về hướng Tarawa để tấn công hạm đội đối phương.

#### Bị mất
Vào ngày 27 tháng 11, 1943, tại khu vực quần đảo Gilbert ở vị trí 30 mi (48 km) về phía Tây Nam Tarawa, I-21 gửi một báo cáo trông thấy tàu bè đối phương lúc 18 giờ 08 phút, sau đó chiếc tàu ngầm mất liên lạc hoàn toàn. Đến ngày 29 tháng 11, tàu sân bay hộ tống USS Chenango đang hỗ trợ cho cuộc đổ bộ lên Tarawa, khi những máy bay ném bom-ngư lôi TBF Avenger của Chenango đã bắt gặp và đánh chìm một tàu ngầm đối phương lúc 21 giờ 57 phút, rất có thể mục tiêu đó là I-21.
I-21 đã không hồi đáp một mệnh lệnh của Tư lệnh Đệ Lục hạm đội vào ngày 30 tháng 11. Đến ngày 24 tháng 12, Hải quân Nhật Bản công bố I-21 có thể đã bị mất tại khu vực quần đảo Gilbert với tổn thất toàn bộ 101 thành viên thủy thủ đoàn. Tên nó được cho rút khỏi đăng bạ hải quân vào ngày 30 tháng 4, 1944.